# Takahisa Ichikawa
 (octobre 2023).
Takahisa Ichikawa (一川 孝久, Ichikawa Takahisa), né le 9 septembre 1953, est un réalisateur et concepteur de personnages japonais.